# Lake Nipigon
Lake Nipigon (franska: Lac Nipigon) är en sjö i Kanada. Den ligger i Thunder Bay District i provinsen Ontario, i den sydöstra delen av landet. Lake Nipigon ligger 260 meter över havet och arean är 4 848 kvadratkilometer.